# Хорн, Катарина Эбба
Катарина Эбба Хорн аф-Оминне (швед. Catharina Ebba Horn af Åminne; 27 мая 1720 — 12 сентября 1781, Якобсберг), — шведская дворянка и вторая официальная любовница короля Швеции Фредрика I с 1745 по 1748 год. Она не имела никакого влияния на государственные дела, но покровительствовала отдельным карьерам благодаря своим влиятельным связям и своему положению.

## Биография

### Ранняя биография
Катарина Эбба Хорн родилась в семье полковника барона Кристера Хорна и Анны Регины Шёблад. Она была сестрой графа Фредрика Хорна аф-Оминне (1725—1796) и Густава Адольфа Хорна аф-Оминне (1721—1793). Когда Хедвига Таубе, официальная любовница короля, умерла в 1744 году, королевский двор был в поисках замены её. В то время у короля была плохая репутация из-за его открытых и частых использований уличных, а также из-за его алкоголизма. Однако тот факт, что он сделал Хедвигу Таубе официальной любовницей, служил примером возможности обуздать невоздержанного монарха. Катарина Хорн была незамужней в том возрасте, когда большинство знатных женщин уже вышли замуж. Она была описана как красивая блондинка, и её кандидатура была предложена Эрландом Броманом, который был известным сводником короля. Это предложение было поддержано её матерью, которая имела репутацию заговорщицы-интриганки.
Катарина Хорн и её мать поставили несколько условий, прежде чем согласиться стать любовницей короля, предварительно потребовав, чтобы он женился на ней. Они требовали, чтобы если король не женится на ней, то положение любовницы должно быть официально признанным на манер Хедвиги Таубе, чтобы она получила титул и свой собственный доход, согласно французской форме королевской любовницы и «королевы слева», что было предоставлено Хедвиге Таубе, и, наконец, чтобы отношения не были разорваны.
Поначалу они также требовали, чтобы Хорн была принята ко двору с рангом непосредственно следующим после дам королевского двора, но они отказались от этого требования после того, как наследная принцесса, Луиза Ульрика Прусская, заявила, что если Хорн будет официально представлена в качестве королевской любовницы, то она вообще не будет принята при дворе. Однако остальные требования были удовлетворены, и осенью 1745 года Хорн и её мать были официально приглашены в Стокгольм королём и тремя членами риксрода и получили в качестве своей резиденции бывший дворец Хедвиги Таубе в Риддархольмене. В 1746 году король в качестве ландграфа Гессенского обратился к германскому императору с просьбой присвоить ей дворянский титул точно так же, как он сделал это с Хедвигой Таубе. В итоге Хорн получила титул графини.

### Королевская любовница
Катарина Эбба Хорн не смогла приобрести никакого влияния на государственные дела через свои отношения с королём. Тем не менее, ей удалось установить большое количество личных связей благодаря своему положению, которые она, как известно, использовала на благо карьерам своих протеже. Карл Юхан Аминофф, которого она поддерживала, описал её следующим образом: "… самая могущественная в королевстве, способная получить то, что она хочет от сильных мира сего ", он также упомянул, что она познакомила его с несколькими важными людьми, в число которых он включил посла Франции Акселя фон Ферзена Старшего, члена риксрода Карла Отто Гамильтона и генерала барона Альбрехта фон Лантигаузена, который, в свою очередь, рекомендовал его во Францию по её просьбе.
Поначалу Хорн считалась очень важной персоной при дворе из-за привязанности к ней монарха. Поскольку она и её мать были известны как сторонницы партия «колпаков», партия «шляп» пыталась свергнуть её с занимаемой должности, выдвинув одну из своих стороннц, члена семьи Риббинг, в качестве её соперницы осенью 1747 года, но эта затея не удалась, поскольку сама Риббинг не проявила к ней интерес и отвергла короля. Хорн расстраивалась из-за того, что король постоянно изменял ей, и тем, что он не поддерживал её, когда кронпринцесса высокомерно обращалась с ней при дворе. Король Фредерик вскоре устал от неё, так как она не говорила по-французски и плохо знала немецкий язык, а также потому, что она не приносила ему какое-либо воодушевление. Осенью 1748 года после долгих переговоров она наконец согласилась оставить свое место любовницы короля, получив за это большое состояние и три поместья. Хорн сохранила письмо короля, в котором он обещал ей вечную любовь, несмотря на несколько попыток Фредрика вернуть его, и показала его кронпринцессе.
Король умер в 1751 году, и в 1762 году она вышла замуж за член риксрода графа Ульрика Барка, который был её поклонником до её отношений с королём.

## Дополнительные источники
- Anteckningar om svenska qvinnor
- Nordisk familjebok / 1800-talsutgåvan. 6. Grimsby — Hufvudskatt
- Alice Lyttkens: Kvinnan börjar vakna. Den svenska kvinnans historia från 1700 till 1840-talet. Bonniers Stockholm 1976
- Vainio-Korhonen, Kirsi (2011). Sophie Creutz och hennes tid. Adelsliv i 1700-talets Finland.. Stockholm: Bokförlaget Atlantis. ISBN 91-7353-448-X
- Fryxell, Anders: Berättelser ur svenska historien, Volym 37-38